# Parankylopteryx tenuis
Parankylopteryx tenuis är en insektsart som beskrevs av Hölzel et al. 1990. Parankylopteryx tenuis ingår i släktet Parankylopteryx och familjen guldögonsländor. Inga underarter finns listade i Catalogue of Life.